# Proceedings of the Academy of Natural Sciences of Philadelphia
Proceedings of the Academy of Natural Sciences of Philadelphia, (abreujat Proc. Acad. Nat. Sci. Philadelphia), és una revista amb descripcions botàniques que és editada per l'Acadèmia de Ciències Naturals de Filadèlfia als Estats Units. Es publica des de 1841.